# Regional Preferente de Aragón 2020-21
La temporada 2020-21 de la Regional Preferente de Aragón de fútbol fue la 53.ª edición de dicho campeonato. Comenzó el 28 de febrero de 2021 y finalizó el 4 de julio de 2021.

## Sistema de competición
La temporada 2020-21 de la Regional Preferente de Aragón vino, ante todo, condicionada por la pandemia por COVID-19, que hizo que se modificaran los grupos, y en la competición no habría descensos, si no que únicamente ascenderían los campeones de los recién formados cuatro grupos para esta edición anómala por sus características coyunturales.

## Equipos participantes

### Ascensos y descensos
| Descendidos de 3.ª División | Descendidos de 3.ª División |
| Pos.                        | Equipo                      |
| --------------------------- | --------------------------- |
| -                           | Ninguno                     |

| Ascendidos a 3.ª División | Ascendidos a 3.ª División | Ascendidos a 3.ª División | Ascendidos a 3.ª División |
| Pos.                      | Equipo                    | Pos.                      | Equipo                    |
| ------------------------- | ------------------------- | ------------------------- | ------------------------- |
| 1.º (G. I)                | S. D. Huesca "B"          | 1.º (G. II)               | C. F. Épila               |
| 2.º (G. I)                | A. D. Sabiñánigo          | 2.º (G. II)               | C. D. Cariñena            |

### Composición de grupos
| GRUPO I                 | GRUPO I                  | GRUPO II              | GRUPO II              |
| ----------------------- | ------------------------ | --------------------- | --------------------- |
| U. D. Biescas           | Mequinenza C. D.         | A. D. Alfindén        | C. D. Delicias        |
| Peña Ferranca           | C. D. Peñas Oscenses     | A. D. Magallón        | C. D. Mallén          |
| U. D. San Lorenzo       | Siétamo I. P. C.         | U. D. Montecarlo      | U. D. San José        |
| C. F. Tardienta         |                          | C. F. Santa Anastasia | R. S. D. Santa Isabel |
|                         |                          | C. F. Villa de Alagón | C. D. Zuera           |
| GRUPO III               | GRUPO III                | GRUPO IV              | GRUPO IV              |
| C. D. Actur P. Iglesias | Atlético Calatayud C. F. | Alcañiz C. F.         | C. D. Alcorisa        |
| C. D. Calatorao         | U. D. Casetas            | Atlético Albalate     | C. D. Caspe           |
| C. D. Giner Torrero     | C. D. Herrera            | C. D. Fuentes         | C. D. Maella          |
| C. D. La Almunia        | C. D. Morata             | C. D. Quinto          | C. D. Utrillas        |
| Zaragoza 2014 - Oliver  |                          |                       |                       |

     Clubes descendidos de Tercera División

     Clubes que permanecen en la categoría

     Clubes ascendidos de Primera Regional

## Competición

### Grupo I

#### Clasificación
| Pos. | Equipo                      | Pts. | PJ | G  | E | P | GF | GC | Dif. |                                 |
| ---- | --------------------------- | ---- | -- | -- | - | - | -- | -- | ---- | ------------------------------- |
| 1    | U. D. Biescas (A, C)        | 31   | 12 | 10 | 1 | 1 | 29 | 6  | +23  | Ascenso a Tercera División RFEF |
| 2    | U. D. San Lorenzo de Flumen | 22   | 12 | 7  | 1 | 4 | 23 | 18 | +5   |                                 |
| 3    | C. F. Tardienta             | 19   | 12 | 6  | 1 | 5 | 22 | 13 | +9   |                                 |
| 4    | Peña Ferranca               | 15   | 12 | 5  | 0 | 7 | 17 | 26 | −9   |                                 |
| 5    | Siétamo I. P. C.            | 14   | 12 | 4  | 2 | 6 | 19 | 18 | +1   |                                 |
| 6    | Mequinenza C. D.            | 13   | 12 | 4  | 1 | 7 | 10 | 23 | −13  |                                 |
| 7    | C. D. Peñas Oscenses        | 8    | 12 | 2  | 2 | 8 | 11 | 27 | −16  |                                 |

Actualizado a los partidos jugados el 4 de julio de 2021.
 Fuente: Federación Aragonesa de Fútbol

#### Evolución de la clasificación
| Jornada     | 1 | 2 | 3 | 4 | 5 | 6 | 7 | 8 | 9 | 10 | 11 | 12 |
| Equipo      |   |   |   |   |   |   |   |   |   |    |    |    |
| ----------- | - | - | - | - | - | - | - | - | - | -- | -- | -- |
| Biescas     | 2 | 2 | 1 | 2 | 2 | 1 | 1 | 1 | 1 | 1  | 1  | 1  |
| San Lorenzo | 1 | 3 | 4 | 1 | 1 | 2 | 2 | 2 | 2 | 2  | 2  | 2  |
| Tardienta   | 6 | 5 | 5 | 4 | 3 | 3 | 3 | 3 | 3 | 3  | 3  | 3  |
| Ferranca    | 7 | 7 | 6 | 5 | 5 | 6 | 6 | 6 | 5 | 5  | 5  | 4  |
| Siétamo     | 5 | 6 | 3 | 6 | 6 | 5 | 4 | 5 | 4 | 4  | 4  | 5  |
| Mequinenza  | 4 | 4 | 7 | 7 | 7 | 7 | 7 | 7 | 7 | 7  | 7  | 6  |
| Peñas       | 3 | 1 | 2 | 3 | 4 | 4 | 5 | 4 | 6 | 6  | 6  | 7  |

#### Resultados
| Local \ Visitante | BIE | FER | MEQ | OSC | SAN | SIE | TAR |
| ----------------- | --- | --- | --- | --- | --- | --- | --- |
| Biescas           | —   | 6–0 | 2–1 | 2–0 | 3–1 | 2–2 | 1–0 |
| Ferranca          | 0–2 | —   | 4–0 | 2–1 | 1–2 | 3–1 | 2–1 |
| Mequinenza        | 0–1 | 0–1 | —   | 2–2 | 1–0 | 1–0 | 3–2 |
| Peñas             | 0–5 | 1–0 | 1–2 | —   | 2–3 | 1–1 | 0–1 |
| San Lorenzo       | 1–3 | 5–2 | 2–1 | 3–1 | —   | 3–0 | 3–1 |
| Siétamo           | 0–2 | 3–2 | 5–0 | 1–2 | 3–0 | —   | 3–1 |
| Tardienta         | 2–1 | 4–0 | 4–0 | 5–0 | 0–0 | 1–0 | —   |

### Grupo II

#### Clasificación
| Pos. | Equipo                       | Pts. | PJ | G  | E | P  | GF | GC | Dif. |                                 |
| ---- | ---------------------------- | ---- | -- | -- | - | -- | -- | -- | ---- | ------------------------------- |
| 1    | C. F. Santa Anastasia (A, C) | 41   | 18 | 12 | 5 | 1  | 40 | 17 | +23  | Ascenso a Tercera División RFEF |
| 2    | U. D. San José               | 35   | 18 | 11 | 2 | 5  | 31 | 22 | +9   |                                 |
| 3    | C. F. Villa de Alagón        | 31   | 18 | 9  | 4 | 5  | 29 | 24 | +5   |                                 |
| 4    | C. D. Zuera                  | 26   | 18 | 7  | 5 | 6  | 25 | 21 | +4   |                                 |
| 5    | A. D. Magallón               | 26   | 18 | 6  | 8 | 4  | 32 | 24 | +8   |                                 |
| 6    | C. D. Delicias               | 23   | 18 | 7  | 2 | 9  | 27 | 24 | +3   |                                 |
| 7    | A. D. Alfindén               | 22   | 18 | 6  | 4 | 8  | 28 | 31 | −3   |                                 |
| 8    | C. D. Mallén                 | 20   | 18 | 5  | 5 | 8  | 23 | 30 | −7   |                                 |
| 9    | U. D. Montecarlo             | 17   | 18 | 4  | 5 | 9  | 24 | 41 | −17  |                                 |
| 10   | R. S. D. Santa Isabel        | 7    | 18 | 1  | 4 | 13 | 19 | 44 | −25  |                                 |

Actualizado a los partidos jugados el 4 de julio de 2021.
 Fuente: Federación Aragonesa de Fútbol

#### Evolución de la clasificación
| Jornada        | 1  | 2  | 3  | 4  | 5  | 6  | 7  | 8  | 9  | 10 | 11 | 12 | 13 | 14 | 15 | 16 | 17 | 18 |
| Equipo         |    |    |    |    |    |    |    |    |    |    |    |    |    |    |    |    |    |    |
| -------------- | -- | -- | -- | -- | -- | -- | -- | -- | -- | -- | -- | -- | -- | -- | -- | -- | -- | -- |
| Sta. Anastasia | 3  | 4  | 2  | 2  | 1  | 1  | 1  | 1  | 1  | 1  | 1  | 1  | 1  | 1  | 1  | 1  | 1  | 1  |
| San José       | 2  | 5  | 5  | 6  | 6  | 6  | 5  | 4  | 3  | 3  | 3  | 2  | 3  | 2  | 2  | 2  | 2  | 2  |
| Villa          | 5  | 2  | 4  | 3  | 3  | 3  | 2  | 3  | 2  | 2  | 2  | 3  | 2  | 3  | 3  | 3  | 3  | 3  |
| Zuera          | 10 | 9  | 9  | 9  | 10 | 8  | 8  | 8  | 9  | 8  | 9  | 7  | 6  | 6  | 4  | 4  | 4  | 4  |
| Magallón       | 6  | 6  | 6  | 4  | 5  | 4  | 6  | 6  | 7  | 7  | 5  | 4  | 5  | 5  | 5  | 5  | 5  | 5  |
| Delicias       | 4  | 1  | 1  | 1  | 2  | 2  | 3  | 2  | 4  | 5  | 6  | 5  | 4  | 4  | 6  | 6  | 7  | 6  |
| Alfindén       | 8  | 10 | 10 | 10 | 8  | 9  | 9  | 9  | 8  | 9  | 8  | 9  | 8  | 7  | 7  | 7  | 6  | 7  |
| Mallén         | 1  | 3  | 3  | 7  | 4  | 5  | 4  | 5  | 6  | 6  | 7  | 8  | 9  | 9  | 9  | 9  | 8  | 8  |
| Montecarlo     | 7  | 7  | 7  | 5  | 7  | 7  | 7  | 7  | 5  | 4  | 4  | 6  | 7  | 8  | 8  | 8  | 9  | 9  |
| Sta. Isabel    | 9  | 8  | 8  | 8  | 9  | 10 | 10 | 10 | 10 | 10 | 10 | 10 | 10 | 10 | 10 | 10 | 10 | 10 |

#### Resultados
| Local \ Visitante | ALA | ALF | ANA | DEL | ISA | JOS | MAG | MAL | MON | ZUE |
| ----------------- | --- | --- | --- | --- | --- | --- | --- | --- | --- | --- |
| Alagón            | —   | 2–1 | 2–3 | 2–1 | 2–0 | 2–0 | 1–1 | 4–1 | 1–1 | 1–0 |
| Alfindén          | 2–0 | —   | 0–1 | 3–1 | 2–1 | 1–1 | 2–2 | 4–2 | 3–1 | 1–1 |
| Sta. Anastasia    | 1–0 | 3–2 | —   | 2–1 | 6–2 | 2–1 | 1–1 | 1–1 | 8–1 | 3–3 |
| Delicias          | 2–2 | 3–0 | 1–0 | —   | 3–2 | 0–1 | 4–1 | 1–2 | 2–1 | 2–3 |
| Sta. Isabel       | 1–2 | 0–2 | 1–3 | 0–0 | —   | 1–3 | 1–1 | 2–2 | 6–1 | 0–2 |
| San José          | 4–0 | 2–1 | 1–1 | 0–2 | 2–0 | —   | 1–0 | 2–1 | 3–2 | 1–3 |
| Magallón          | 2–2 | 5–1 | 0–0 | 1–0 | 7–0 | 4–2 | —   | 3–0 | 0–0 | 1–0 |
| Mallén            | 1–2 | 2–2 | 0–1 | 1–0 | 1–0 | 1–3 | 2–2 | —   | 0–0 | 1–0 |
| Montecarlo        | 2–0 | 2–0 | 0–3 | 1–3 | 5–2 | 1–3 | 3–1 | 1–4 | —   | 0–0 |
| Zuera             | 1–4 | 2–1 | 0–1 | 2–1 | 0–0 | 0–1 | 4–0 | 2–1 | 2–2 | —   |

### Grupo III

#### Clasificación
| Pos. | Equipo                     | Pts. | PJ | G  | E | P  | GF | GC | Dif. |                                 |
| ---- | -------------------------- | ---- | -- | -- | - | -- | -- | -- | ---- | ------------------------------- |
| 1    | C. D. Giner Torrero (A, C) | 39   | 16 | 12 | 3 | 1  | 33 | 11 | +22  | Ascenso a Tercera División RFEF |
| 2    | C. D. Actur Pablo Iglesias | 32   | 16 | 10 | 2 | 4  | 27 | 16 | +11  |                                 |
| 3    | C. D. La Almunia           | 31   | 16 | 9  | 4 | 3  | 29 | 20 | +9   |                                 |
| 4    | U. D. Casetas              | 27   | 16 | 8  | 3 | 5  | 30 | 20 | +10  |                                 |
| 5    | Atlético Calatayud C. F.   | 21   | 16 | 6  | 3 | 7  | 18 | 24 | −6   |                                 |
| 6    | C. D. Herrera              | 15   | 16 | 4  | 3 | 9  | 25 | 35 | −10  |                                 |
| 7    | C. D. Calatorao            | 14   | 16 | 4  | 2 | 10 | 18 | 28 | −10  |                                 |
| 8    | C. D. Morata               | 13   | 16 | 3  | 4 | 9  | 19 | 32 | −13  |                                 |
| 9    | Zaragoza 2014 - Oliver     | 11   | 16 | 3  | 2 | 11 | 17 | 30 | −13  |                                 |

Actualizado a los partidos jugados el 4 de julio de 2021.
 Fuente: Federación Aragonesa de Fútbol

#### Evolución de la clasificación
| Jornada           | 1 | 2 | 3 | 4 | 5 | 6 | 7 | 8 | 9 | 10 | 11 | 12 | 13 | 14 | 15 | 16 | 17 | 18 |
| Equipo            |   |   |   |   |   |   |   |   |   |    |    |    |    |    |    |    |    |    |
| ----------------- | - | - | - | - | - | - | - | - | - | -- | -- | -- | -- | -- | -- | -- | -- | -- |
| Giner             | 6 | 5 | 2 | 1 | 1 | 1 | 1 | 1 | 1 | 1  | 1  | 1  | 1  | 1  | 1  | 1  | 1  | 1  |
| Actur             | 1 | 1 | 1 | 3 | 3 | 3 | 3 | 3 | 3 | 3  | 3  | 3  | 3  | 3  | 3  | 3  | 3  | 2  |
| La Almunia        | 4 | 2 | 3 | 2 | 2 | 2 | 2 | 2 | 2 | 2  | 2  | 2  | 2  | 2  | 2  | 2  | 2  | 3  |
| Casetas           | 2 | 4 | 4 | 4 | 5 | 4 | 4 | 4 | 5 | 4  | 4  | 4  | 4  | 5  | 4  | 4  | 4  | 4  |
| Calatayud         | 3 | 6 | 6 | 5 | 4 | 5 | 6 | 6 | 6 | 6  | 6  | 5  | 5  | 4  | 5  | 5  | 5  | 5  |
| Herrera           | 9 | 9 | 8 | 7 | 7 | 6 | 8 | 5 | 4 | 5  | 5  | 6  | 6  | 7  | 7  | 6  | 6  | 6  |
| Calatorao         | 8 | 8 | 7 | 8 | 9 | 7 | 5 | 7 | 7 | 7  | 7  | 7  | 7  | 6  | 6  | 8  | 8  | 7  |
| Morata            | 5 | 3 | 5 | 6 | 6 | 8 | 9 | 9 | 9 | 9  | 8  | 9  | 9  | 9  | 8  | 7  | 7  | 8  |
| Zgz 2014 - Oliver | 7 | 7 | 9 | 9 | 8 | 9 | 7 | 8 | 8 | 8  | 9  | 8  | 8  | 8  | 9  | 9  | 9  | 9  |

#### Resultados
| Local \ Visitante | ACT | ALM | ATL | CAS | GIN | HER | MOR | RAO | ZAR |
| ----------------- | --- | --- | --- | --- | --- | --- | --- | --- | --- |
| Actur             | —   | 1–1 | 2–1 | 4–3 | 0–1 | 2–1 | 0–0 | 2–0 | 1–0 |
| La Almunia        | 2–1 | —   | 3–1 | 3–0 | 2–3 | 1–0 | 3–2 | 3–1 | 4–2 |
| Calatayud         | 0–1 | 2–2 | —   | 1–1 | 1–2 | 3–0 | 1–0 | 1–1 | 1–0 |
| Casetas           | 1–0 | 0–1 | 5–0 | —   | 2–4 | 3–0 | 0–1 | 3–1 | 2–1 |
| Giner             | 3–0 | 3–0 | 2–0 | 1–3 | —   | 1–1 | 3–0 | 2–0 | 0–0 |
| Herrera           | 1–4 | 1–2 | 2–0 | 2–2 | 1–4 | —   | 3–3 | 2–3 | 2–0 |
| Morata            | 1–3 | 1–1 | 1–2 | 1–1 | 0–1 | 1–3 | —   | 2–1 | 2–1 |
| Calatorao         | 0–2 | 1–0 | 1–1 | 0–2 | 1–1 | 1–3 | 5–2 | —   | 2–0 |
| Zgz 2014 - Oliver | 1–4 | 1–1 | 1–2 | 0–2 | 0–2 | 5–3 | 4–2 | 1–0 | —   |

### Grupo IV

#### Clasificación
| Pos. | Equipo             | Pts. | PJ | G  | E | P  | GF | GC | Dif. |                                 |
| ---- | ------------------ | ---- | -- | -- | - | -- | -- | -- | ---- | ------------------------------- |
| 1    | C .D. Caspe (A, C) | 34   | 14 | 11 | 1 | 2  | 28 | 8  | +20  | Ascenso a Tercera División RFEF |
| 2    | C. D. Utrillas     | 29   | 14 | 8  | 5 | 1  | 24 | 8  | +16  |                                 |
| 3    | C. D. Fuentes      | 28   | 14 | 8  | 4 | 2  | 33 | 10 | +23  |                                 |
| 4    | C. D. Quinto       | 25   | 14 | 7  | 4 | 3  | 16 | 8  | +8   |                                 |
| 5    | Alcañiz C.F.       | 17   | 14 | 5  | 2 | 7  | 22 | 18 | +4   |                                 |
| 6    | C. D. Alcorisa     | 10   | 14 | 2  | 4 | 8  | 10 | 28 | −18  |                                 |
| 7    | C. D. Maella       | 9    | 14 | 2  | 3 | 9  | 10 | 27 | −17  |                                 |
| 8    | Atlético Albalate  | 4    | 14 | 1  | 1 | 12 | 6  | 42 | −36  |                                 |

Actualizado a los partidos jugados el 4 de julio de 2021.
 Fuente: Federación Aragonesa de Fútbol

#### Evolución de la clasificación
| Jornada  | 1 | 2 | 3 | 4 | 5 | 6 | 7 | 8 | 9 | 10 | 11 | 12 | 13 | 14 |
| Equipo   |   |   |   |   |   |   |   |   |   |    |    |    |    |    |
| -------- | - | - | - | - | - | - | - | - | - | -- | -- | -- | -- | -- |
| Caspe    | 6 | 2 | 1 | 1 | 1 | 1 | 1 | 2 | 1 | 1  | 1  | 1  | 1  | 1  |
| Utrillas | 5 | 6 | 6 | 3 | 2 | 2 | 2 | 1 | 2 | 2  | 2  | 2  | 2  | 2  |
| Fuentes  | 1 | 1 | 2 | 2 | 3 | 3 | 3 | 3 | 3 | 3  | 3  | 3  | 3  | 3  |
| Quinto   | 7 | 5 | 5 | 6 | 7 | 5 | 4 | 4 | 4 | 4  | 4  | 4  | 4  | 4  |
| Alcañiz  | 3 | 8 | 3 | 5 | 4 | 4 | 5 | 5 | 5 | 5  | 5  | 5  | 5  | 5  |
| Alcorisa | 4 | 4 | 7 | 7 | 6 | 6 | 6 | 6 | 6 | 6  | 6  | 6  | 6  | 6  |
| Maella   | 8 | 3 | 4 | 4 | 5 | 7 | 7 | 7 | 7 | 7  | 7  | 7  | 7  | 7  |
| Albalate | 2 | 7 | 8 | 8 | 8 | 8 | 8 | 8 | 8 | 8  | 8  | 8  | 8  | 8  |

#### Resultados
| Local \ Visitante | ALB | CAS | COR | FUE | MAE | QUI | ÑIZ | UTR |
| ----------------- | --- | --- | --- | --- | --- | --- | --- | --- |
| Albalate          | —   | 0–4 | 1–2 | 1–4 | 2–1 | 0–1 | 1–1 | 0–2 |
| Caspe             | 4–0 | —   | 2–0 | 2–0 | 2–1 | 0–0 | 2–0 | 1–0 |
| Alcorisa          | 2–0 | 1–2 | —   | 0–0 | 1–3 | 0–4 | 0–4 | 1–1 |
| Fuentes           | 7–0 | 1–2 | 5–1 | —   | 3–2 | 0–0 | 4–1 | 1–1 |
| Maella            | 2–1 | 0–3 | 0–0 | 0–4 | —   | 1–2 | 0–2 | 0–0 |
| Quinto            | 4–0 | 1–0 | 1–1 | 0–3 | 0–0 | —   | 2–1 | 0–1 |
| Alcañiz           | 3–0 | 1–2 | 1–0 | 0–1 | 6–0 | 0–1 | —   | 2–2 |
| Utrillas          | 5–0 | 3–2 | 4–1 | 0–0 | 1–0 | 1–0 | 3–0 | —   |